# Johann Faber (Buchdrucker)
Johann Emmaus Faber († 1542) war ein Buchdrucker.

## Leben und Wirken
Faber bekam 3. März 1526 das Baseler Bürgerrecht und wurde am Folgetag Mitglied der Zunft zu Safran. Er eröffnete in der Stadt eine Druckerei und arbeitete dort etwas mehr als drei Jahre lang. Während dieser Zeit entstanden 17 heute bekannte Schriften, unter anderem von Johann Bugenhagen, Johann Despauterius, Augustinus Marius, Ambrosius Pelargus, Johann Atrocianus, Flavius Vegetius Renatus, Aemilius Macer Floridus und Heinrich Glareanus. Aufgrund der Reformation in der Schweiz zog er 1529 nach Freiburg im Breisgau. Das dortige Zunftregister führt ihn gemeinsam mit Glareanus, Ludwig Bär und Erasmus, mit dem er enger in Verbindung stand.
Faber gehörte zu den letzten seinerzeit bedeutenden Buchdruckern Freiburgs. Er war der Drucker, der am längsten daran festhielt, von ihm gedruckte Bücher mit seinem Namen zu versehen und vervielfältigte auch die strengorthodoxen Werke Glaeranus’, als andere Drucker dies nicht mehr wagten. In Freiburg druckte Faber unter anderem 15 Werke von Erasmus, Glareanus' eigenständige Werke und dessen Ausgaben von Horaz sowie Schriften von Ulrich Zasius. Hinzu kamen fünf Ausgaben des Emserschen Neuen Testamentes, neun Schriften von Georg Witzel, drei Ausgaben von Aesop und eine deutsche Übersetzung von „De arte bibendi“ von Vincentius Opsopoeus. Insgesamt stellte Farber rund 80 Drucke fertig, die in ihrer künstlerischen Wertigkeit und dem Humanismus bedeutenden Baseler Vorbildern ähneln.
Da Faber aus dem Herzogtum Jülich kam, ist in Druckvermerken auch der Name „Johannes Faber Emmeus Juliacensis“ oder „Meister Hans von Gülch“ zu finden.